# Bến Tre
Bến Tre wymowaⓘ – miasto w Wietnamie, stolica prowincji Bến Tre. W 2012 roku ludność miasta wynosiła 63 861 mieszkańców.